# U-421
U-421 — немецкая подводная лодка типа VIIC времен Второй мировой войны. Была потоплена 29 апреля 1944 года в Средиземном море.

## История

### Постройка
Заложена 20 января 1942 года в верфи Данцига под заводским номером 122, 24 сентября была спущена на воду, 13 января 1943 года принята в строй под командованием лейтенанта Ганса Кольбуса.

### Служба
Служба U-421 началась с тренировочной восьмой флотилии 13 января 1943 года. 1 ноября 1943 года была переведена для ведение активных боевых действий в девятую флотилию. 1 апреля 1944 года была переведена уже в 29 флотилию для ведения боевых действий в Средиземном море. Не потопила ни одного корабля противника. 3 января 1944 года, во время плавания в Бискайском заливе,  была атакована восемью глубинными бомбами, сброшенными британским B-24. Субмарина открыла ответный огонь, а затем резко ушла под воду. В результате атаки подводная лодка получила небольшой ущерб.

### Волчьи стаи
U-421 приняла участие в шести волчьих стаях:
- Coronel (4-8 декабря 1943)
- Coronel 1 (8-14 декабря 1943)
- Coronel 2 (14-17 декабря 1943)
- Föhr (18-23 декабря 1943)
- Rügen 6 (23-26 декабря 1943)
- Hela (28 декабря 1943 — 1 января 1944)

### Потопление
U-421 была потоплена 29 апреля 1944 в Средиземном море(43°07′ с. ш. 05°55′ в. д.) в результате атаки самолёта США.